# 皮尔特辛特库特利
皮尔特辛特库特利是阿兹特克神话中象征旭日的神祇。其亦象征治愈与幻觉，并是夜之众神一员。他是第一对男女——奥索莫科与西帕克托纳尔之子，被视为儿童的守护神据部分资料称，其妻为索奇克特萨尔。其子为森特奥特尔。
纳瓦特尔文中，“皮尔特辛特库特利”（Piltzintecuhtli）一词意为“年轻的王子”。部分说法称该名称为托纳蒂赫的别名，并将皮尔特辛特库特利与其混为一谈。

## 引注
1. ↑  . BookRags.com.   [2018-02-11]. （原始内容存档于2020-06-10）.
2. 1 2  . University of Texas. （原始内容存档于2012年1月11日）.
3. ↑  Fernández 1992, 1996, p.154.